# العلاقات البالاوية الكورية الشمالية
العلاقات البالاوية الكورية الشمالية هي العلاقات الثنائية التي تجمع بين بالاو وكوريا الشمالية.

## مقارنة بين البلدين
هذه مقارنة عامة ومرجعية للدولتين:
| وجه المقارنة                                              | بالاو                         | كوريا الشمالية                        |
| --------------------------------------------------------- | ----------------------------- | ------------------------------------- |
| المساحة (كم2)                                             | 465                           | 120.54 ألف                            |
| عدد السكان (نسمة)                                         | 21.73 ألف                     | 25.49 مليون                           |
| الكثافة السكانية (ن./كم²)                                 | 4.67 ألف                      | 211.47                                |
| العاصمة                                                   | نغيرولمود، كورور              | بيونغيانغ                             |
| اللغة الرسمية                                             | لغة إنجليزية، اللغة البالاوية | لغة كوريا الشمالية القياسية ‏          |
| العملة                                                    | دولار أمريكي                  | وون كوري شمالي                        |
| الناتج المحلي الإجمالي (بليون دولار)                      | 291.54 مليون                  |                                       |
| الناتج المحلي الإجمالي (تعادل القوة الشرائية) بليون دولار | 326.12 مليون                  |                                       |
| الناتج المحلي الإجمالي الاسمي للفرد دولار أمريكي          | 13.50 ألف                     |                                       |
| الناتج المحلي الإجمالي للفرد دولار أمريكي                 | 14.76 ألف                     |                                       |
| مؤشر التنمية البشرية                                      | 0.780                         |                                       |
| رمز المكالمات الدولي                                      | +680                          | +850                                  |
| رمز الإنترنت                                              | .pw                           | .kp                                   |
| المنطقة الزمنية                                           | ت ع م+09:00                   | ت ع م+08:30، ت ع م+08:30، ت ع م+09:00 |

## منظمات دولية مشتركة
يشترك البلدان في عضوية مجموعة من المنظمات الدولية، منها:
| علم المنظمة | اسم المنظمة   | تاريخ انضمام بالاو | تاريخ انضمام كوريا الشمالية |
| ----------- | ------------- | ------------------ | --------------------------- |
|             | الأمم المتحدة | 15 ديسمبر 1994     | 17 سبتمبر 1991              |
|             | يونسكو        | 20 سبتمبر 1999     | 18 أكتوبر 1974              |

## وصلات خارجية
- موقع وزارة الخارجية الكورية الشمالية